# حسین خانبان
 حسین خانبان  (زاده ۲۵ فروردین ۱۳۵۰ - کرج) کمک داور ایرانی فوتبال است. وی در سال ۱۳۷۱ داوری را شروع کرده و در سال ۲۰۰۵ وارد لیست فیفا شده‌است.وی هم اکنون بازنشسته است